# 菅
菅（音ㄐㄧㄢ），为禾本科菅属下的一个植物种。

多年生草本。稈直立，粗壯，高一至一點五公尺。葉長線形，多毛茸。由莖稍的葉腋著生總狀花序，作圓錐排列，每總狀花序具九至十一枚小穗，自狹長形之鞘苞伸出。根短堅韌，可做刷帚。